# الهاشمية (معان)
الهاشمية منطقة سكنية تقع في لواء الحسينية، محافظة معان في الأردن. تنتمي المنطقة لقضاء الحسينية (الأردن) الذي يضم 3 مناطق. يقدر عدد سكانها بـ 4604 نسمة حسب إحصاء 2015.

## الوصلات الخارجية
- دائرة الاحصاءات العامة